# Gare de Guiscriff
La gare de Guiscriff est une ancienne gare ferroviaire française de la ligne de Carhaix à Rosporden, située sur le territoire de la commune de Guiscriff, dans le département du Morbihan en région Bretagne.
Cette ancienne gare, située sur une ligne fermée aux trafics ferroviaires et transformée en voie verte, a fonctionné de 1896 à 1967.

## Situation

### Situation ferroviaire
Établie à 174 mètres d'altitude, la gare de Guiscriff est située au point kilométrique (PK) 31,627 de la ligne de Carhaix à Rosporden, entre les gares de Kerbiquet et de Scaër.

### Situation géographique
La gare est située à environ 1 kilomètre au nord-ouest du bourg de Guiscriff qu'elle dessert et à environ 500 mètres à l'est de l'aérodrome de Guiscriff - Scaër.

## Histoire
La gare a été en service entre 1896 et 1967, années durant lesquelles étaient assurés le transport des  marchandises et des voyageurs.
Au début des années 2000, l'association Ar Marc'h Du termine à la deuxième place du concours Sauvez un trésor près de chez vous pour son projet de rénovation de la gare. Si ce concours ne s'est pas traduit par une gratification, l'association y a cependant trouvé une relai efficace auprès des élus et des riverains. Acquis peu après, le bâtiment voyageurs est rénové par la communauté de communes du pays du roi Morvan. En 2009, restauré, il accueille l'espace muséal « Marie monte dans le train ».

## Service des voyageurs
Gare fermée.

## Patrimoine ferroviaire

### Musée
C'est le 12 septembre 2009 qu'est inauguré le musée, que gère l'association Ar Marc'h Du. Le bâtiment voyageurs accueille maintenant deux espaces scénographiques consacrés à l'histoire du réseau breton (premier réseau ferroviaire secondaire de France) et un « café de la gare » où les visiteurs peuvent se rafraîchir.

### Halte randonnée
En liaison directe avec la voie verte, aménagée sur l'ancienne ligne Carhaix-Rosporden, a également été prévue une aire naturelle de camping , ainsi qu'une halte-randonnée
Ces espaces, et notamment la cafétéria, accueillent ponctuellement des expositions temporaires.